# 해리 아터
해리 니컬러스 아터 (Harry Nicholas Arter, 1989년 12월 28일 ~ )는 아일랜드의 축구 선수으로, 현재 노팅엄 포리스트의 선수이며, 포지션은 미드필더이다.